# Ammodytoides gilli
Ammodytoides gilli és una espècie de peix de la família dels ammodítids i de l'ordre dels perciformes.

## Morfologia
Els mascles poden assolir els 11,6 cm de longitud total.

## Distribució geogràfica
Es troba des de Mèxic fins a Panamà.